# Clément Georges Lemoine
Pour les articles homonymes, voir Georges Lemoine et Lemoine.
Clément Georges Lemoine, né le 16 janvier 1841 à Tonnerre et mort le 13 novembre 1922 à Paris, est un ingénieur et chimiste français.

## Biographie
Il était fils de Clément Victor Lemoine, médecin, et de Louise Antoinette Bavoil, son épouse.
Polytechnicien (promotion 1858), il fut Inspecteur général des ponts et chaussées, spécialiste des questions d’hydrologie. Élève d'Eugène Belgrand, il organise le système d’annonces des crues dans toute la France. Chimiste, il découvre le sesquisulfure de phosphore ou trisulfure de tétraphosphore, utilisé pour la fabrication des allumettes ; il poursuit ses recherches sur la transformation allotropique du phosphore. On lui doit aussi d’importants travaux sur les équilibres chimiques. Il entreprend par la suite des recherches sur l’action de la lumière sur les molécules chimiques et sur la catalyse de l’eau oxygénée par les oxydes et le charbon. Il a appartenu de longues années au corps enseignant de l’École polytechnique, comme répétiteur dès 1866, examinateur de sortie en 1884 et professeur du cours de chimie de 1898 à 1911. Il devient membre de l'Académie des sciences (section chimie) en 1899, puis président en 1922, l'année de son décès. Il fut par ailleurs président de la Société des sciences historiques et naturelles de l'Yonne de 1909 à 1921.
Son fils, le professeur Paul Lemoine (18 mars 1878 Paris - 14 mars 1940 Paris), géologue, fut directeur du Muséum national d'histoire naturelle de 1932 à 1936, fondateur du Zoo de Vincennes. Il a épousé (le 1er août 1907 à Paris) Marie Dujardin-Beaumetz (1887 Paris -1984 Le Kremlin Bicêtre), fille de François Dujardin-Beaumetz (1846-1919) (frère du peintre et homme politique Étienne Dujardin-Beaumetz (1852-1913)).
Paul Lemoine était cousin du Doyen Étienne Patte, lui aussi géologue.

## Distinctions
- Officier de la Légion d'honneur (1897)

## Sources
- Jean-Claude Boudenot, Comment Branly a découvert la radio, 2005
- Michel Pauty, Georges Lemoine, de la présidence de l'Académie des Sciences au sauvetage du vieil hôpital de Tonnerre, revue « Pays de Bourgogne » no 230 d'octobre 2011, pp. 20-23.